# Pycnotropis carli
Pycnotropis carli är en mångfotingart som beskrevs av Golovatch, Vohland och Hoffman 1998. Pycnotropis carli ingår i släktet Pycnotropis och familjen Aphelidesmidae. Inga underarter finns listade i Catalogue of Life.